# Wakashio (train)
Pour les articles homonymes, voir Wakashio.
Le Wakashio (わかしお) est un train express existant au Japon et exploité par la compagnie JR East, qui relie la ville de Tokyo à la côte Pacifique de la péninsule de Bōsō.

## Gares desservies
Le Wakashio circule principalement de la gare de Tokyo à la gare de Katsuura ou la gare d'Awa-Kamogawa en empruntant les lignes Keiyō et Sotobō. Certains week-ends, le Shinjuku Wakashio relie la gare de Shinjuku à la gare d'Awa-Kamogawa.
| Nom des gares      |
| ------------------ |
| Tokyo              |
| Kaihin-Makuhari*   |
| Soga               |
| Toke*              |
| Ōami               |
| Mobara             |
| Kazusa-Ichinomiya* |
| Ōhara              |
| Onjuku             |
| Katsuura           |
| Kazusa-Okitsu*     |
| Awa-Kominato*      |
| Awa-Kamogawa*      |

Les gares marquées d'un astérisque ne sont pas desservies par tous les trains.

## Matériel roulant
Les services Wakashio sont effectués par des rames séries 255 et E257-500. Dans le passé, ils ont été effectués par les séries 183 et 189.

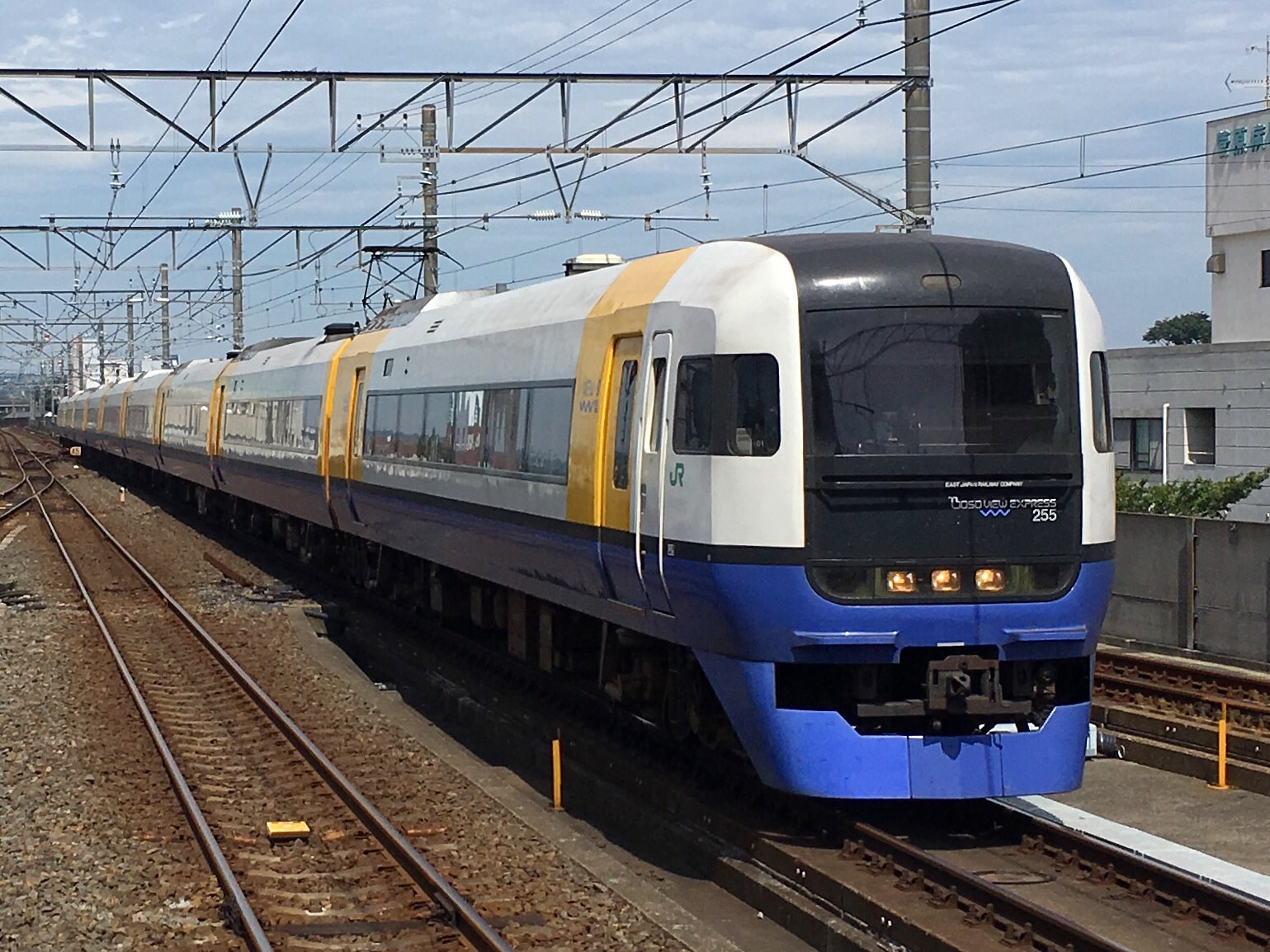
Série 255
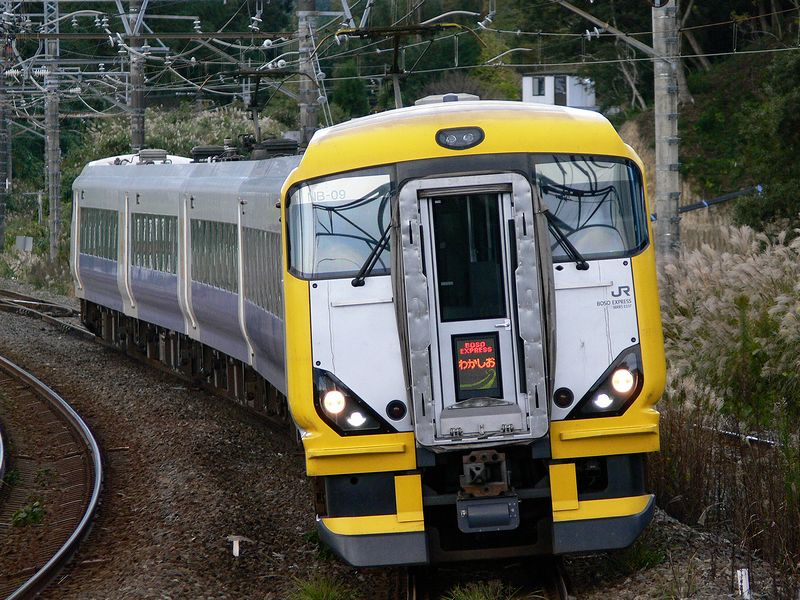
Série E257-500
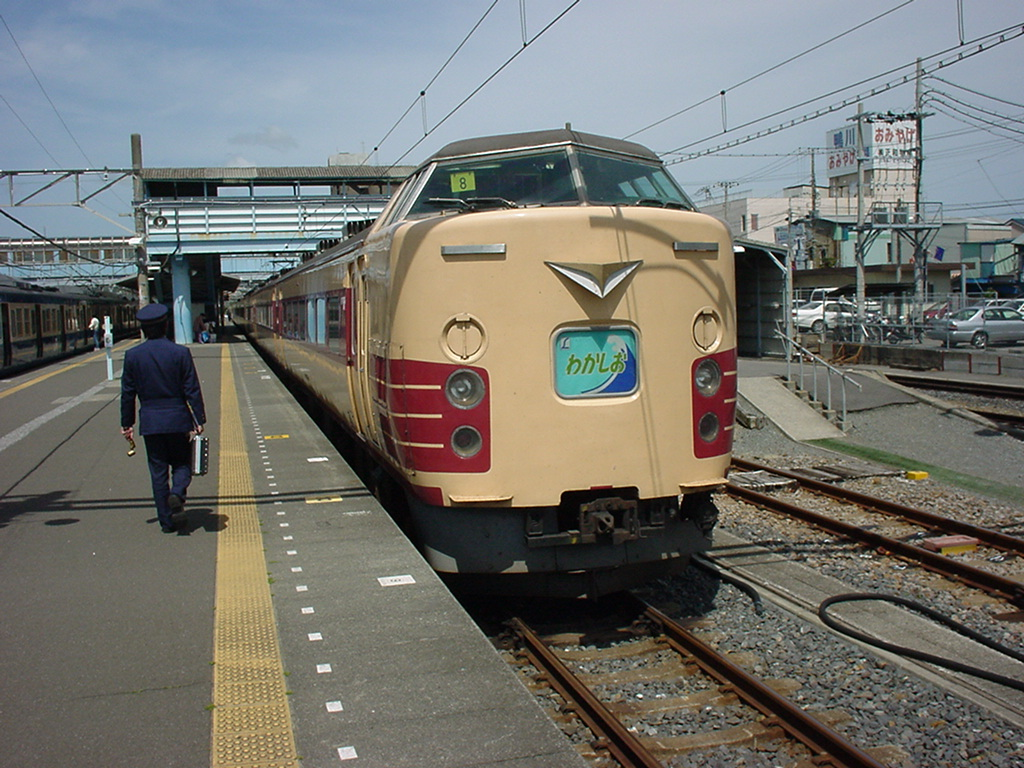
Série 183

## Composition des voitures
- Série E257[1] :

| N° de voiture | 1       | 2       | 3       | 4           | 5           |
| Classe        | Réservé | Réservé | Réservé | Non réservé | Non réservé |

- Série 255[1] :

| N° de voiture | 1       | 2       | 3       | 4     | 5       | 6           | 7           | 8           | 9           |
| Classe        | Réservé | Réservé | Réservé | Green | Réservé | Non réservé | Non réservé | Non réservé | Non réservé |